# Zero (canção de The Smashing Pumpkins)
"Zero" é uma canção escrita por Billy Corgan, gravada pela banda The Smashing Pumpkins.
É o terceiro single do terceiro álbum de estúdio lançado a 24 de outubro de 1995 Mellon Collie and the Infinite Sadness.

## Desempenho nas paradas musicais
| Parada musical (1996)                       | Posições |
| ------------------------------------------- | -------- |
| Estados Unidos - Hot Mainstream Rock Tracks | 15       |
| Estados Unidos - Alternative Songs          | 9        |
| Nova Zelândia - RIANZ                       | 3        |